# Cyril Detremmerie
Cyril Detremmerie (Mouscron, 20 de junio de 1985-Virton, 29 de enero de 2016) fue un futbolista belga que jugaba en la demarcación de defensa.

## Biografía
Empezó a formarse en clubes como el KRC Zuid-West-Vlaanderen o el Royal Excelsior Mouscron, hasta que en 2002 empezó a formar parte de la disciplina del KSV Roeselare. Finalmente en 2005 hizo su debut en un partido de la Primera División de Bélgica contra el KSK Beveren el 14 de agosto. Jugó en el club hasta la temporada 2006/2007, hasta que finalmente se fue traspasado al RE Virton, donde jugó 58 partidos y anotó tres goles. Finalmente, después de un año en el BX Brussels, se retiró como futbolista.
El 29 de enero de 2016 falleció a los 30 años de edad en Virton tras sufrir un accidente de tráfico.

## Clubes
| Club          | País    | Año         | Partidos | Goles |
| ------------- | ------- | ----------- | -------- | ----- |
| KSV Roeselare | Bélgica | 2005 - 2007 | 11       | 0     |
| RE Virton     | Bélgica | 2007 - 2009 | 58       | 3     |
| BX Brussels   | Bélgica | 2009 - 2010 |          |       |